# Boratyn
Boratyn – wieś w Polsce położona w województwie podkarpackim, w powiecie jarosławskim, w gminie Chłopice. Znajduje się w niej dworek szlachecki z XVIII wieku, w którym mieszkał książę Lisowiecki.
| SIMC    | Nazwa      | Rodzaj    |
| ------- | ---------- | --------- |
| 0599735 | Kopań      | część wsi |
| 0599741 | Lubeja     | część wsi |
| 0599758 | Parcelacja | część wsi |

Wołczek z Boratyna był ojcem Dymitra, protoplasty Boratyńskich herbu Korczak.
W II Rzeczypospolitej wieś w powiecie jarosławskim województwa lwowskiego. W latach 1944–1945 nacjonaliści ukraińscy z OUN-UPA zamordowali tutaj 15 Polaków.
W latach 1975–1998 miejscowość administracyjnie należała do województwa przemyskiego.
We wsi urodził się Kazimierz Furtak, polski inżynier, rektor Politechniki Krakowskiej oraz Alicja Lis, polska nauczycielka, posłanka na Sejm IV kadencji.

## Zabytki
Według rejestru zabytków NID na listę zabytków wpisany jest zespół pałacowy, nr rej.: A-26 z 25.02.1986:
- pałac w Boratynie z 1820
- kaplica z 1810
- park z drugiej połowy XVIII w.[9].